# Prostaglandin E2
Prostaglandin E2 (PGE2) je tkáňový hormon patřící do skupiny eikosanoidů. Prostřednictvím cyklooxygenázové dráhy je PGE2 syntetizovaný z kyseliny arachidonové. V názvu PGE2 značí E rozpustnost v ethanolu a číslo 2 počet dvojných vazeb. Jeho molekulová hmotnost je 352,465 g/mol. Jako medikament se využívá v porodnictví k navození porodu, zástavě poporodního krvácení či k ukončení těhotenství.

## Funkce
PGE2 se váže na specifické receptory spřažené s G proteiny – EP1, EP2, EP3 a EP4. V organismu se podílí na mnoha fyziologických procesech. Mezi jeho hlavní účinky patří vazodilatace, vazokonstrikce, relaxace hladkého svalstva. Také patří do prozánětlivých mediátorů.
PGE2 je při zánětlivé reakci produkován buňkami imunitního systému, buňkami hladkého svalstva, cévními buňkami a fibroblasty. Zvyšuje průtok cév, teplotu a permeabilizaci cév – otok, zarudnutí a teplota. Těmito účinky ovlivňuje migraci a proliferaci imunitních buněk při zánětu. Dále PGE2 dokáže regulovat expresi cytokinů. Konkrétně dokáže inhibovat produkci IL-2 a IFNγ Th1 buňkami, ale neinhibuje produkci IL-4 a IL-5 Th2 buňkami. Dále stimuluje expresi IL-6, IL-1 a IL-23.
PGE2 inhibuje funkci NK buněk, granulocytů a fagocytární aktivitu makrofágů. Dále inhibuje Th1 odpověď a naopak podporuje degranulaci žírných buněk, Th2 a Th17 odpověď.
Jednou z dalších schopností PGE2 je podpora angiogeneze, tudíž podporuje růst nádorů a tvorbu metastáz.